# コルネリウス・ドレベル

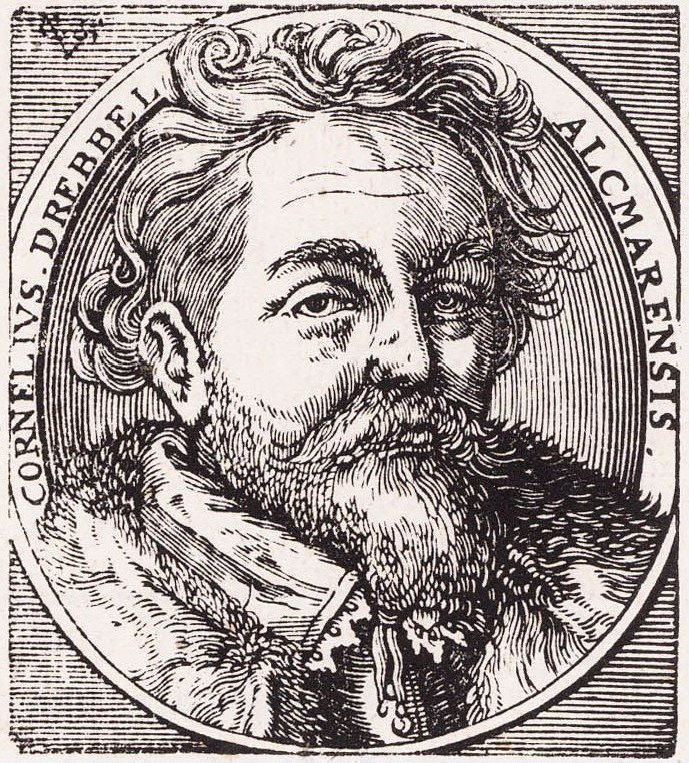
ドレベル（1831年ごろの絵）

コルネリウス・ヤコプスゾーン・ドレベル（Cornelis Jacobszoon Drebbel 、1572年 - 1633年11月7日）は、オランダの発明家。1620年に史上初の航行可能な潜水艇（人力推進）を作った。光学、化学に関しても業績がある。
オランダ西部のアルクマール生まれ。ロンドンで没。

## 前半生
1590年ごろの数年間をアルクマールのラテン語学校で過ごしたのち、ハールレムのアカデミーで学ぶ。彼の教師となったのは彫刻家・画家・人文学者のヘンドリック・ホルツ（ホルツィウス）、画家・作家・人文学者カレル・ファン・マンダー（Carel Van Mander）、ハールレムのコルネリス・コルネリスン（Cornelis Corneliszn of Haarlem）らである。
1595年、ヘンドリックの姉妹であるソフィア・ヤンスドホテル・ホルツ（Sophia Jansdochter Goltz）と結婚。四子をもうけた。1600年、ドレベルはミデルブルフへ行き、ノールデルポールト（Noorderpoort）の噴水を建造した。この地でハンス・リッペルハイ（望遠鏡の発明者）およびその同僚ツァハリアス・ヤンセン（顕微鏡の先駆者）と出会う。ドレベルはここでレンズ磨きと光学を学んだ。1604年ごろ、（おそらくは新王ジェームズ1世の招きにより）ドレベルは一家でイングランドへ移住した。彼はまた宮廷で行なわれる仮装舞踏会や、ヘンリー皇太子の宮廷ルネサンスにも関与した。1610年、プラハのルドルフ2世に招かれて家族ぐるみでその宮廷へ。1612年にルドルフが死ぬと、ロンドンに戻った。折悪しく、彼のパトロンであったヘンリー皇太子も死亡したためドレベルは財政上の困難に陥った。

## ドレベルの発明品

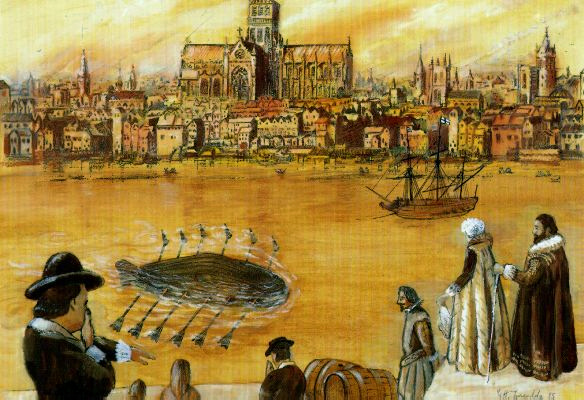
ドレベルの潜水艇

1619年、ドレベルは複数の望遠鏡と顕微鏡を設計・製作した。オランダの対イングランド大使ウィレム・ボレール（Willem Boreel）がドレベルの顕微鏡に言及している 。その後ドレベルは、二枚の凸レンズを備えた顕微鏡の開発（1621年）で有名になった。クリスティアーン・ホイヘンスなど数人の著作家が、複式顕微鏡の発明者としてドレベルを挙げている。しかしながら、ナポリのフォンタナは、自分が1618年にそれを発明したと主張している。複式顕微鏡の発明を、1595年ごろのヤンセン親子によるものとする資料も多い。1624年にはガリレオ・ガリレイがドレベル式の顕微鏡をローマの貴人フェデリコ・チェージ（Federico Cesi、1585-1630）に贈っている。チェージはこれを用い、蜂に関する著書"Apiarum"の挿絵を描いた。
ドレベルは1620年、イギリス海軍のために働いていた時期に、史上最初となる航行可能な潜水艇を建造した。数学者ウィリアム・ボーン（William Bourne）の1578年の設計図を用い、木製の骨組みに革を張り、操舵可能な潜水艇を製作したのである。1620年から24年にかけて、ドレベルは更に2隻の潜水艇を建造し試験した（1号よりは2号が、2号よりは3号のほうが大型であった）。最後の（3番目の）モデルには6本の櫂があり、16人が搭乗可能であった。このモデルはジェームズ1世および数千のロンドン市民たちの前で公開試験された。この潜水艇は3時間に渡り水中に留まることが可能であり、ウェストミンスター＝グリニッジ間を4 - 5メートルの深度で往復することができた。ドレベルはあろうことか国王をテムズ川での潜水試験に連れ込んだ。これによりジェームズ1世は水面下を旅した最初の君主となった。ドレベルの潜水艇はテムズ川で幾度もテストされたが、海軍本部の興味を惹くには不足で、実戦には使用されることは無かった。
艇内の空気を呼吸可能に保つためにドレベルが採った方法は、"nitre"（現代的に表現するならばおそらく硝酸カリウムないし硝酸ナトリウム）を加熱して酸素を作り出すことであった。この操作ではカリウムないしナトリウムの酸化物または水酸化物が生じ、それが二酸化炭素を吸収したはずである。以上の考えが正しいとすると、ドレベルは原始的な仕組みながら、フリュス（Henry Fleuss）とデイヴィス（Robert Davis）に三世紀近くも先んじてリブレーザー（rebreather）の構想を実現していたことになる。ドレベルは錬金術師ミカエル・センディヴォギウス（Michael Sendivogius, 1566-1636）に師事したことがあり、"nitre"に関する知識はその時に得たものであろう。ロバート・ボイルは1662年にドレベルの「液状の化学薬品」が「空気中の第五元素を、呼吸可能なものに変換」したことを書き記している。
ドレベルの最も著名な著作は1621年の"Een kort Tractaet van de Natuere der Elementen"（諸元素の性質に関する短い報告）である。彼は雷酸水銀の発明にも貢献している。
ドレベルはまた鶏の孵卵器と水銀サーモスタットも発明している。これはフィードバックで制御される器具としては、記録にある最初のものである。温度計の発明も、ドレベルに帰されることがある。
彼は空調システムの実験もしている。1620年の夏、ウィントミンスター宮で英国国王ジェームズ一世と宮廷人たちの前で自作の機械を披露した。 デモンストレーションは大成功で、 宮殿の大広間はあまりにも寒くなってしまったので王と宮殿人たちはガタガタ震えながら退散したそうだ。このデモンストレーションはフランシス・ベーコンの著書「新機関」で『硝石(もしくはその揮発性物体) [硝酸カリウム、硝石塩]は大変に冷たい。だから、硝石や塩を雪や氷に加えると冷たさが増す。 (中略) 塩が雪の冷却効果を促進するのである 』と、 ベーコンの著書「学問の進歩」で言及されている。

## 死後
月の南半球には彼の名を冠したクレーター「ドレベル」がある。
アメリカの雑誌"Renaissance Magazine"2007年3月号（53号）には、ヴォイニッチ手稿をドレベルの顕微鏡学・錬金術のノートだとする説が載せられた。

## 参考資料
- BBC bio
- Brett McLaughlin, Cornelis Drebbel and the First Submarine (1997)
- L.E. Harris, The Two Netherlanders, Humphrey Bradley and Cornelis Drebbel (Cambridge, 1961)
- （オランダ語） F.M. Jaeger, Cornelis Drebbel en zijne tijdgenooten, (Groningen, 1922)
- Who was Cornelis J. Drebbel ?